# Мрђеновац
Мрђеновац је насеље у Србији у општини Шабац у Мачванском округу. Према попису из 2022. било је 438 становника.
Мрђеновац је родно село Душана Ковачевића, српског академика, драмског писца, сценаристе и позоришног радника.

## Галерија
- Центар села
- Сеоска школа
- Сеоска школа

## Демографија
У насељу Мрђеновац живи 587 пунолетних становника, а просечна старост становништва износи 45,4 година (45,3 код мушкараца и 45,5 код жена). У насељу има 209 домаћинстава, а просечан број чланова по домаћинству је 3,33.
Ово насеље је великим делом насељено Србима (према попису из 2002. године), а у последња три пописа, примећен је пад у броју становника.
|  |

| Демографија | Демографија | Демографија |
| Година      | Становника  | Становника  |
| ----------- | ----------- | ----------- |
| 1948.       | 1.071       |             |
| 1953.       | 1.077       |             |
| 1961.       | 939         |             |
| 1971.       | 877         |             |
| 1981.       | 799         |             |
| 1991.       | 730         | 730         |
| 2002.       | 697         | 701         |

| Етнички састав према попису из 2002.‍ | Етнички састав према попису из 2002.‍ | Етнички састав према попису из 2002.‍ | Етнички састав према попису из 2002.‍ | Етнички састав према попису из 2002.‍ |
| ------------------------------------ | ------------------------------------ | ------------------------------------ | ------------------------------------ | ------------------------------------ |
|                                      |                                      |                                      |                                      |                                      |
| Срби                                 | Срби                                 |                                      | 691                                  | 99,13%                               |
| Хрвати                               | Хрвати                               |                                      | 1                                    | 0,14%                                |
| непознато                            | непознато                            |                                      | 4                                    | 0,57%                                |

| Година пописа     | 1948. | 1953. | 1961. | 1971. | 1981. | 1991. | 2002. |
| ----------------- | ----- | ----- | ----- | ----- | ----- | ----- | ----- |
| Број домаћинстава | 201   | 214   | 204   | 212   | 216   | 204   | 209   |

| Број чланова      | 1  | 2  | 3  | 4  | 5  | 6  | 7  | 8 | 9 | 10 и више | Просек |
| ----------------- | -- | -- | -- | -- | -- | -- | -- | - | - | --------- | ------ |
| Број домаћинстава | 35 | 59 | 29 | 28 | 24 | 20 | 10 | 3 | 0 | 1         | 3,33   |

| Пол    | Укупно | Неожењен/Неудата | Ожењен/Удата | Удовац/Удовица | Разведен/Разведена | Непознато |
| ------ | ------ | ---------------- | ------------ | -------------- | ------------------ | --------- |
| Мушки  | 305    | 76               | 202          | 19             | 7                  | 1         |
| Женски | 301    | 44               | 203          | 47             | 6                  | 1         |
| УКУПНО | 606    | 120              | 405          | 66             | 13                 | 2         |

| Пол    | Укупно                    | Пољопривреда, лов и шумарство | Рибарство                            | Вађење руде и камена | Прерађивачка индустрија       |
| ------ | ------------------------- | ----------------------------- | ------------------------------------ | -------------------- | ----------------------------- |
| Мушки  | 219                       | 179                           | 0                                    | 0                    | 20                            |
| Женски | 153                       | 130                           | 0                                    | 0                    | 3                             |
| УКУПНО | 372                       | 309                           | 0                                    | 0                    | 23                            |
| Пол    | Производња и снабдевање   | Грађевинарство                | Трговина                             | Хотели и ресторани   | Саобраћај, складиштење и везе |
| Мушки  | 0                         | 2                             | 4                                    | 1                    | 5                             |
| Женски | 0                         | 0                             | 10                                   | 0                    | 0                             |
| УКУПНО | 0                         | 2                             | 14                                   | 1                    | 5                             |
| Пол    | Финансијско посредовање   | Некретнине                    | Државна управа и одбрана             | Образовање           | Здравствени и социјални рад   |
| Мушки  | 0                         | 2                             | 1                                    | 2                    | 1                             |
| Женски | 0                         | 2                             | 0                                    | 2                    | 3                             |
| УКУПНО | 0                         | 4                             | 1                                    | 4                    | 4                             |
| Пол    | Остале услужне активности | Приватна домаћинства          | Екстериторијалне организације и тела | Непознато            | Непознато                     |
| Мушки  | 0                         | 0                             | 0                                    | 2                    | 2                             |
| Женски | 0                         | 0                             | 0                                    | 3                    | 3                             |
| УКУПНО | 0                         | 0                             | 0                                    | 5                    | 5                             |